# Алатирський район
Алати́рський район (рос. Алатырский район, чув. Улатăр районĕ) — адміністративна одиниця Чуваської Республіки Російської Федерації.
Адміністративний центр — місто Алатир, яке адміністративно до складу району не входить, а утворює окремий Алатирський міський округ.

## Населення
Населення району становить 14216 осіб (2019, 17244 у 2010, 21630 у 2002).

## Адміністративно-територіальний поділ
На території району 16 сільських поселень:
| Поселення                              | Площа, км² | Населення, осіб (2002) | Населення, осіб (2010) | Населення, осіб (2019) | Центр            | Населені пункти |
| -------------------------------------- | ---------- | ---------------------- | ---------------------- | ---------------------- | ---------------- | --------------- |
| Алтишевське сільське поселення         | 200,43     | 1606                   | 1184                   | 718                    | Алтишево         | 10              |
| Атратське сільське поселення           | 1280,30    | 1714                   | 1490                   | 1212                   | Атрать           | 4               |
| Ахматовське сільське поселення         | 38,25      | 880                    | 772                    | 665                    | Ахматово         | 1               |
| Восходське сільське поселення          | 59,74      | 1053                   | 1090                   | 982                    | Восход           | 2               |
| Іваньково-Ленінське сільське поселення | 307,37     | 1381                   | 914                    | 647                    | Іваньково-Леніно | 4               |
| Кірське сільське поселення             | 206,02     | 2444                   | 1850                   | 1505                   | Кіря             | 2               |
| Кувакінське сільське поселення         | 129,52     | 1512                   | 1068                   | 888                    | Кувакіно         | 4               |
| Міждуріченське сільське поселення      | 174,22     | 1150                   | 727                    | 480                    | Міждуріч'є       | 4               |
| Мірьонське сільське поселення          | 81,21      | 1425                   | 1081                   | 918                    | Мірьонки         | 2               |
| Новоайбесинське сільське поселення     | 134,47     | 949                    | 803                    | 656                    | Нові Айбесі      | 3               |
| Октябрське сільське поселення          | 97,29      | 1343                   | 1100                   | 991                    | Алтишево         | 1               |
| Первомайське сільське поселення        | 107,88     | 908                    | 656                    | 532                    | Первомайський    | 2               |
| Сойгінське сільське поселення          | 61,60      | 990                    | 850                    | 704                    | Сойгіно          | 1               |
| Староайбесинське сільське поселення    | 99,86      | 1123                   | 896                    | 693                    | Старі Айбесі     | 2               |
| Стемаське сільське поселення           | 61,06      | 1572                   | 1318                   | 1184                   | Стемаси          | 1               |
| Чуварлейське сільське поселення        | 49,16      | 1580                   | 1445                   | 1441                   | Чуварлеї         | 3               |

## Найбільші населені пункти
Населені пункти з чисельністю населення понад 1000 осіб:
| № | Населений пункт | Населення, осіб (2002) | Населення, осіб (2010) |
| - | --------------- | ---------------------- | ---------------------- |
| 1 | Кіря            | 2 425                  | 1 841                  |
| 2 | Стемаси         | 1 572                  | 1 318                  |
| 3 | Чуварлеї        | 1 299                  | 1 186                  |
| 4 | Алтишево        | 1 343                  | 1 100                  |